# ジェームス・ウォーレン・チャイルド
ジェームス・ウォーレン・チャイルド（James Warren Childe、1780年 - 1862年9月19日）は、イングランド出身の細密画家。

## 経歴

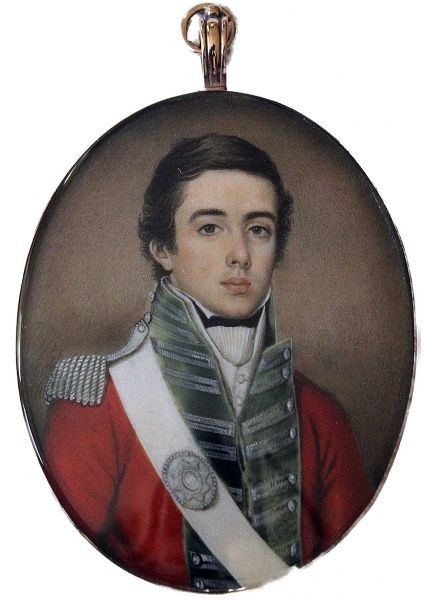
ジェームス・ウォーレン・チャイルドが描いた肖像画

イングランドのドーセット州プールで生まれたチャイルドは、1798年に初めて王立芸術院に作品を出品した。同年、兄のエリアス・チャイルドとともにロンドン特別区シティ・オブ・ウェストミンスター区ソーホー地区のコンプトン街29番地に住んでいた。彼はまた幻灯機製作者のヘンリー・ラングドン・チャイルドの兄でもある 。初めて出品した作品は主としてロンドンやロンドンのすぐ近くで描かれたものであった。細密画家として初めて登場したのが1815年であり、それ以後は専ら細密画一筋で通したようだ。1815年から1853年まで絶え間なく王立芸術院だけでなく、サフォーク・ストリート・ギャラリーにも作品を出品し続けた。出品された作品の殆どは当時最も有名で最大限に人気のあった俳優や女優の肖像画である。

## 家族
1810年7月25日にアン（旧姓：バンフィールド）と結婚。歌手のアン・チャイルド・セガンや画家のマリア・ルイーザ・チャイルドなど2人の子供たちもまたお気に入りの題材であった。
生涯の大半をコヴェント・ガーデン地区のベッドフォード通り39番地に居住し、1862年9月19日にケンジントン・アンド・チェルシー区シアデール・テラスで亡くなる。享年82。
彼のミドルネームはウェアリング（Wearing）、ウェアリン（Wearin）、もしくはウォーリング（Waring）とも記載されている。

## ギャラリー

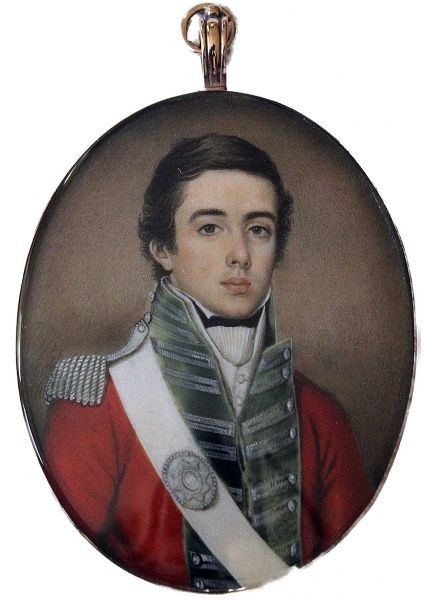
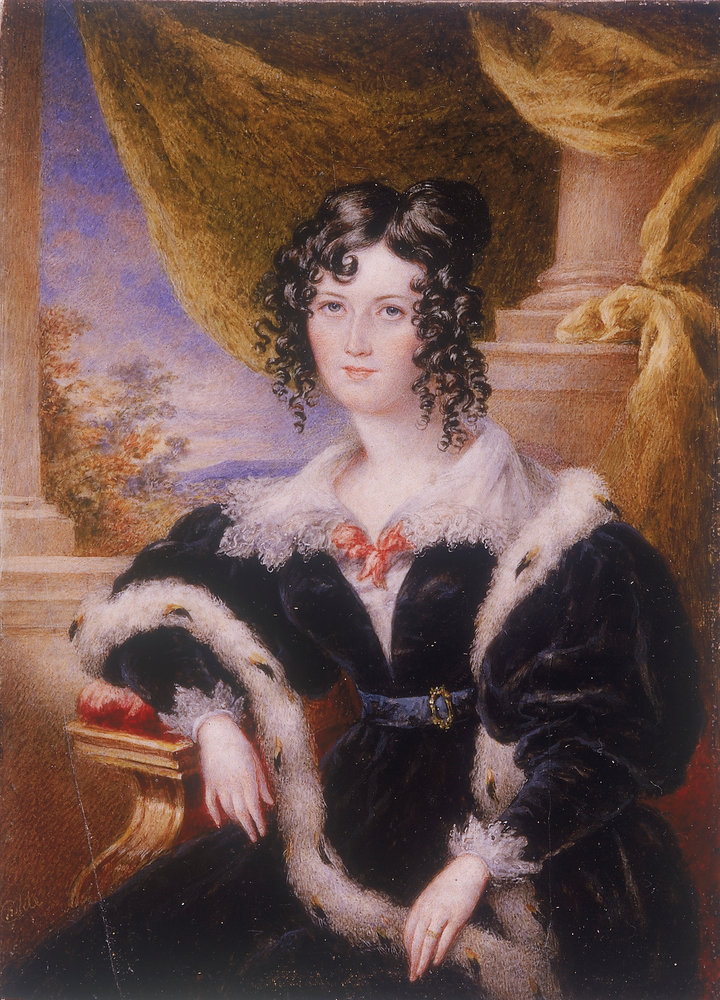
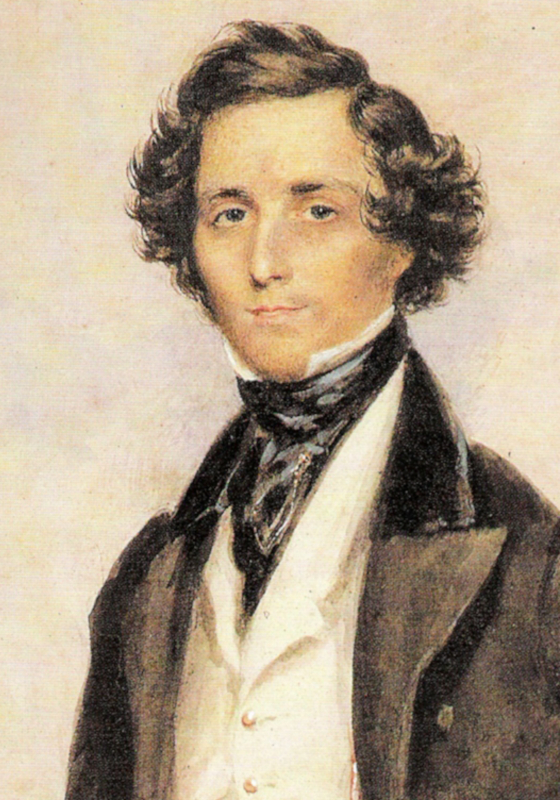
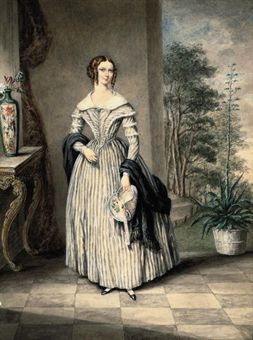
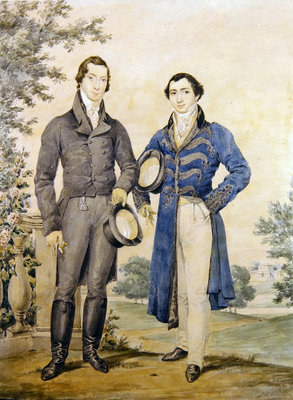
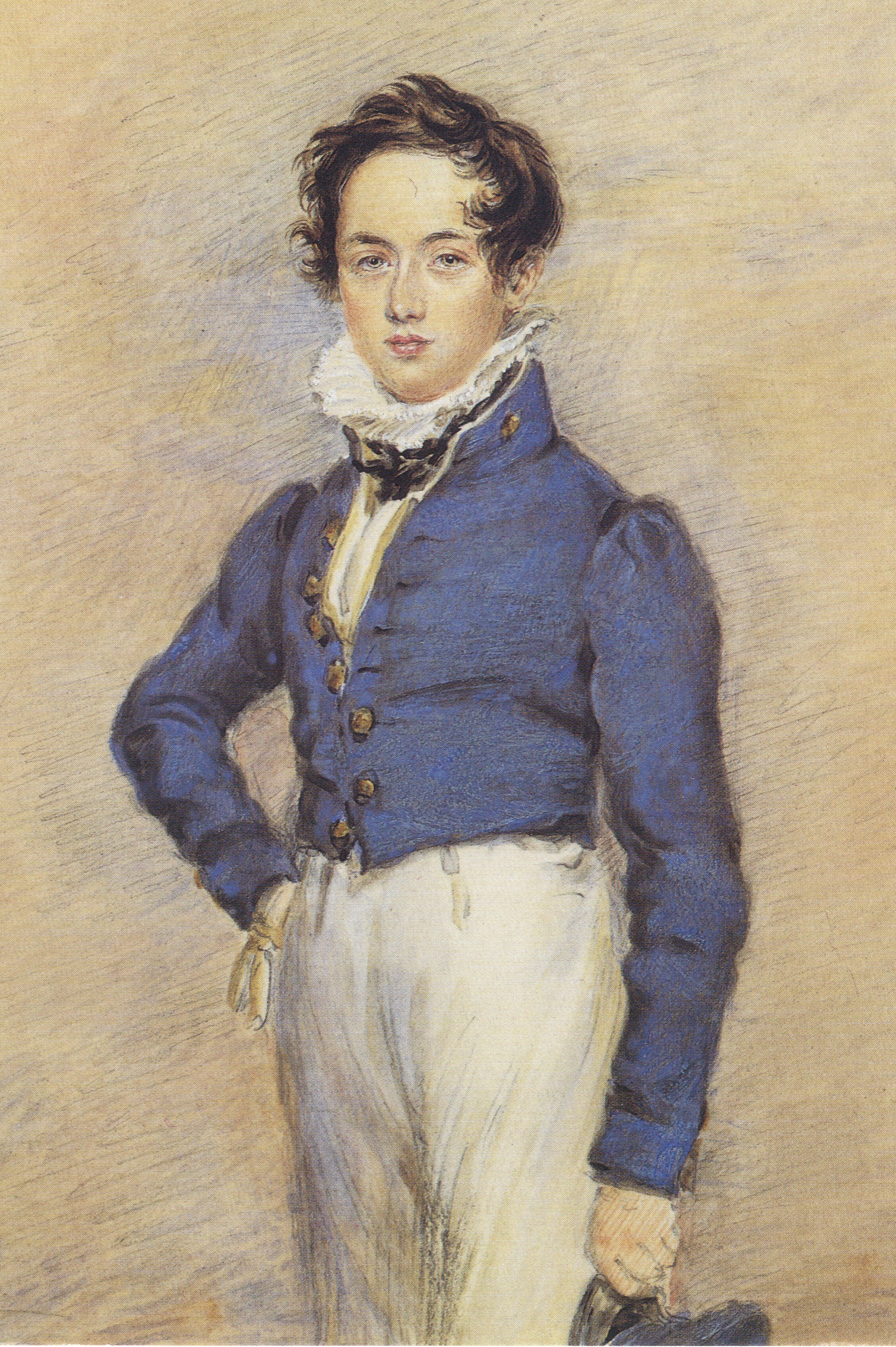

### 帰属
この記事はパブリックドメインの辞典本文を含む: Cust, Lionel Henry (1887). "Childe, James Warren". In Stephen, Leslie (ed.). Dictionary of National Biography (英語). Vol. 10. London: Smith, Elder & Co. 